# 엘 비즈카이노 고래 보호 지역

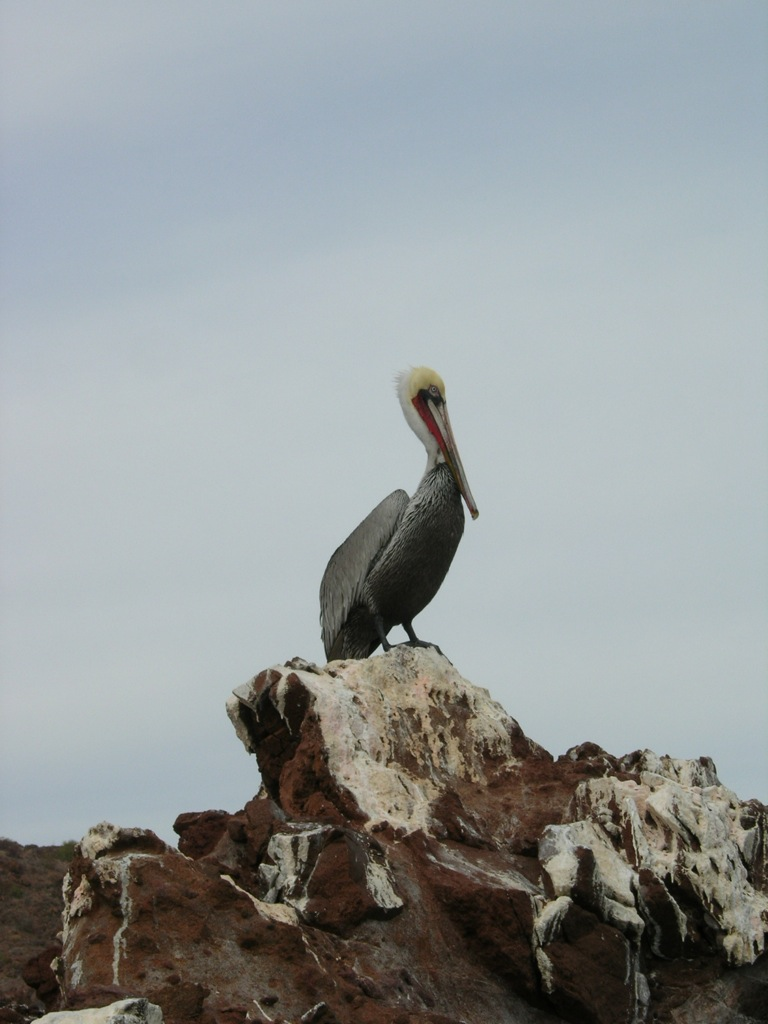

엘 비즈카이노 고래 보호 지역은 비즈카이노 만의 보호 지역이다.